# بیلی دان (بازیکن فوتبال، زاده ۱۹۲۰)
بیلی دان (انگلیسی: Billy Dunn; ۲۵ مارس ۱۹۲۰ – ۲۱ دسامبر ۱۹۸۲) بازیکن فوتبال اهل بریتانیا بود.
از باشگاه‌هایی که در آن بازی کرده‌است می‌توان به باشگاه فوتبال دارلینگتون اشاره کرد.